# Joe Allbritton
Joe Lewis Allbritton (29 de diciembre de 1924 - 12 de diciembre de 2012) fue un banquero, editor y filántropo estadounidense.

## Biografía
Joe Allbritton nació el 29 de diciembre de 1924 en D'Lo, Mississippi. Es el sexto de siete hermanos. Su familia pronto se mudó a Houston, Texas , donde su padre era dueño de una pequeña empresa. Allbritton sirvió en la Armada de los Estados Unidos durante la Segunda Guerra Mundial. Completó sus estudios en la Universidad de Baylor, donde fue campeón nacional de debates.

## Negocios
Después del servicio naval y la facultad de derecho, pidió prestados 5000 dólares para comprar un terreno en las afueras de Houston, que luego se utilizó en la construcción de una autopista que conectaba Houston y Galveston, lo que le permitió a Allbritton ganar una pequeña fortuna. También presidió Houston International Bank, Houston Citizens Bank y University Bankshares.
En 1974, compró The Washington Star junto con su estación de televisión y estaciones más pequeñas en el sur. En 1978, se vio obligado a deshacerse del periódico. Esto se convirtió en la base de su nuevo holding, Allbritton Communications.
En 1981 tomó posesión del cargo de presidente del Riggs Bank que ocupó hasta 2001, cuando renunció debido a un cáncer de próstata durante una investigación de la Comisión de Bolsa y Valores que involucraba dinero del petróleo de Guinea Ecuatorial al mismo tiempo que el Riggs enfrentaba acusaciones más amplias de lavado de dinero; su hijo Robert asumió el cargo de presidente después de su renuncia. Posteriormente, PNC compró el banco en 2005.

## Filantropía
Allbritton y su esposa, Barbara, fueron importantes contribuyentes a numerosas organizaciones a través de la Fundación Allbritton. Organizaciones a las que donaron, incluido el Baylor College of Medicine , el Allbritton Art Institute, los Oxford Scholars y el establecimiento de la Escuela Internacional de Derecho, que se ha convertido en la Facultad de Derecho de la Universidad George Mason.